# Pontalba
Pontalba är en opera i två akter med musik av Thea Musgrave. Musgrave skrev även librettot som löst bygger på Micaela Almonester de Pontalbas liv, en prominent figur i 1800-talets New Orleans. Operan beställdes av New Orleans Opera för att fira 200-årsminnet av Louisianaköpet. Den hade premiär den 2 oktober 2003 på Mahalia Jackson Theater i New Orleans dirigerad av Robert Lyall med Yali-Marie Williams i titelrollen.

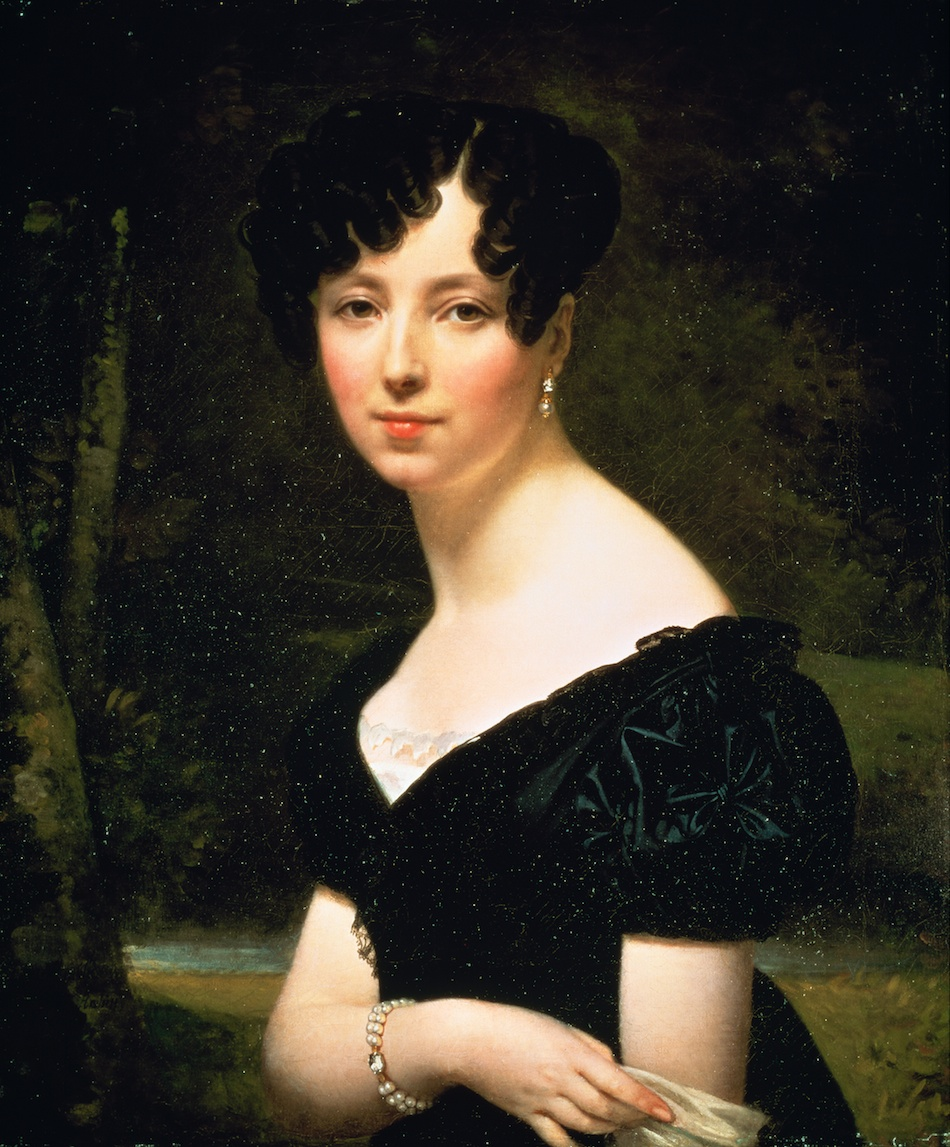
Micaela Almonester de Pontalba

## Bakgrund och uppförandehistorik
2001 engagerade New Orleans Opera Thea Musgrave att komponera en ny opera till 200-årsminnet av Louisianaköpet 2003. På uppmaning av operachefen Robert Lyall valde Musgrave Micaela Almonester de Pontalba som operans ämne. Micaela Almonester föddes i New Orleans som förmögen arvinge och gifte sig 1811 med sin mentalt ostabile franske kusin Célestin de Pontalba. Paret flyttade senare till Frankrike där hon mer eller mindre blev en fånge på slotte de Pontalba chateau nära Senlis. 1834 försökte hennes svärfar förgäves lägga beslag på hennes förmögenhet. Då detta misslyckades sköt han henne fyra gånger på nära håll i bröstet med ett par duellpistoler varpå han begick självmord. Hon överlevde attacken och fick slutligen igenom en skilsmässa från maken och återvände till New Orleans 1848 där hon stannade till 1851. Under sin vistelse där blev hon en central figur i stadens intellektuella, sociala och affärsmässiga liv.
Liksom fallet är med de flesta av Musgraves operor skrev hon själv librettot (ursprungligen kalladThe Pontalba Affair), löst byggd på Intimate Enemies, Christina Vellas 1997 biografi över Micaela Almonester. Musgrave lade till några fiktiva karaktärer och tog åtskilliga friheter med historiska fakta, särskilt noterbart genom att göra Almonester 10 år äldre så att äktenskapet med Celestin den Pontalba kunde äga rum vid tiden för Louisianaköpet. Enligt tidskriften Opera spenderade New Orleans Opera i slutändan en miljon dollar på Pontalba. I takt med de skenande kostnaderna tvingades operahuset ställa in föreställningar av Hoffmanns äventyr, deras enda andra planerade uppsättning för hösten 2003. Utdrag från partituret smygvisades i New York i maj 2003 i ett konsertant framförande för att fira Musgraves 75-årsdag. Den kompletta operan hade premiär den 2 oktober 2003 på Mahalia Jackson Theater i New Orleans. Uppsättningen dirigerades av Robert Lyall och regisserades av Jay Lesenger med dekor utförda av Erhard Rom och ljus av Dan Darnutzer. Pontalba spelades ytterligare två gånger den 4 och 5 oktober 2003.

## Personer
| Roller                                       | Röstläge    | Premiärbesättning 2 oktober 2003 (Dirigent: Robert Lyall) |
| -------------------------------------------- | ----------- | --------------------------------------------------------- |
| Micaela Almonester                           | sopran      | Yali-Marie Williams                                       |
| Louise Almonester, Micaelas moder            | mezzosopran | Jane Gilbert                                              |
| Celestin de Pontalba, Micaelas make          | tenor       | Robert Breault                                            |
| Baron Pontalba, Celestins fader              | basbaryton  | Jake Gardner                                              |
| Jeanne Loiuse de Pontalba, Celestins moder   | sopran      | Kathryn Day                                               |
| Mr Monroe, Almonesters advokat               | baryton     | Ray Fellman                                               |
| Jacques Dupin, Pontalbas advokat             | tenor       | Enrique Toral                                             |
| Cassie, Almonesters tjänare                  | sopran      | Fahnlohnee Harris                                         |
| Borgmästaren i New Orleans                   | baryton     | Charles Robert Stephens                                   |
| Jean-Baptiste Castillion, Micaelas styvfader | tenor       | John Giraud                                               |
| Ernestine                                    | (talroll)   | Kitty Cleveland                                           |
| Folk i New Orleans                           |             |                                                           |